# Let Me Entertain You Tour
Il Let Me Entertain You Tour è stato un tour del cantante britannico Robbie Williams.
Il tour, svoltosi tra arene indoor e festival tra marzo e novembre 2015, è stato il primo della carriera di Williams a non toccare il Regno Unito, preferendo invece recarsi in luoghi mai visitati prima tra Europa, Medio Oriente, e Oceania.

## Scaletta
Dal concerto di Roma del 7 luglio 2015:
1. "Video Introduction" (con elementi di "O Fortuna" di Carl Orff)
2. "Let Me Entertain You"
3. "Rock DJ"
4. "Monsoon"
5. "Come Undone" (con elementi di "I Still Haven't Found What I'm Looking For" degli U2)
6. Medley Acustico
  1. "The Road to Mandalay"
  2. "Minnie The Moocher" (Cab Calloway cover)
  3. "Ignition (Remix)" (R. Kelly cover)
  4. ''She's The One" (World Party cover)
7. ''Supreme"
8. "We Will Rock You" / "I Love Rock 'n' Roll" (Queen/The Arrows cover)
9. "Candy"
10. "Millennium" (con elementi di "Royals" di Lorde e "99 Problems" di Jay-Z)
11. "Kids" (con elementi di "Whole Lotta Love" dei Led Zeppelin)
12. "Bohemian Rhapsody" (Queen cover)
13. "Feel"
14. "Angels"
15. "My Way" (Frank Sinatra cover)

## Date del tour
| Data            | Città           | Stato               | Luogo                                    | Spettatori |
| Europa          | Europa          | Europa              | Europa                                   | Europa     |
| --------------- | --------------- | ------------------- | ---------------------------------------- | ---------- |
| 25 marzo 2015   | Madrid          | Spagna              | Palacio de Deportes                      | 15,000     |
| 27 marzo 2015   | Barcellona      | Spagna              | Palau Sant Jordi                         | 18,000     |
| 29 marzo 2015   | Parigi          | Francia             | Zénith Paris                             | 6,000      |
| 30 marzo 2015   | Parigi          | Francia             | Zénith Paris                             | 6,000      |
| 31 marzo 2015   | Parigi          | Francia             | Zénith Paris                             | 6,000      |
| 4 aprile 2015   | Kaunas          | Lituania            | Žalgirio Arena                           | 16,000     |
| 5 aprile 2015   | Riga            | Lettonia            | Arena Riga                               | 12,000     |
| 8 aprile 2015   | San Pietroburgo | Russia              | Palazzo del ghiaccio                     |            |
| 11 aprile 2015  | Mosca           | Russia              | Olimpijskij Arena                        |            |
| 14 aprile 2015  | Minsk           | Bielorussia         | Minsk-Arena                              |            |
| 16 aprile 2015  | Cracovia        | Polonia             | Kraków Arena                             | 15,000     |
| 17 aprile 2015  | Bratislava      | Slovacchia          | Ondrej Nepela Arena                      |            |
| 20 aprile 2015  | Linz            | Austria             | TipsArena Linz                           | 10,000     |
| 21 aprile 2015  | Linz            | Austria             | TipsArena Linz                           | 10,000     |
| Asia            |                 |                     |                                          |            |
| 24 aprile 2015  | Abu Dhabi       | Emirati Arabi Uniti | du Arena                                 | 20,000     |
| 1 maggio 2015   | Tel Aviv        | Israele             | Yarkon Park                              | 40,000     |
| Europa          |                 |                     |                                          |            |
| 12 giugno 2015  | Landgraaf       | Paesi Bassi         | Megaland Park                            | 60,000     |
| 16 giugno 2015  | Belgrado        | Serbia              | Ušće Park                                | 33,000     |
| 19 giugno 2015  | Malakasa        | Grecia              | Terra Vibe Park                          | 30,000     |
| 25 giugno 2015  | Norrköping      | Svezia              | Bråvalla Flygflottilj                    |            |
| 27 giugno 2015  | Odense          | Danimarca           | Tusindårsskoven Park                     | 29,000     |
| 3 luglio 2015   | Werchter        | Belgio              | Werchter Park                            |            |
| 7 luglio 2015   | Roma            | Italia              | Ippodromo delle Capannelle               | 15,000     |
| 16 luglio 2015  | Bucarest        | Romania             | Piața Constituției                       | 60,000     |
| 19 luglio 2015  | Nyon            | Svizzera            | Plaine de l'Asse                         | 45,000     |
| 22 luglio 2015  | Lucca           | Italia              | Piazza Napoleone (Lucca Summer Festival) | 16,000     |
| 24 luglio 2015  | Barcelona       | Spagna              | Platja del Fòrum                         | 15,000     |
| 6 agosto 2015   | Burgas          | Bulgaria            | Burgas Sea Garden                        | 35,000     |
| 9 agosto 2015   | Budapest        | Ungheria            | Óbudai-sziget                            | 80,000     |
| Oceania         |                 |                     |                                          |            |
| 9 ottobre 2015  | Perth           | Australia           | Perth Arena                              | 10,000     |
| 10 ottobre 2015 | Perth           | Australia           | Perth Arena                              | 10,000     |
| 12 ottobre 2015 | Adelaide        | Australia           | Adelaide Entertainment Centre            |            |
| 13 ottobre 2015 | Adelaide        | Australia           | Adelaide Entertainment Centre            |            |
| 16 ottobre 2015 | Brisbane        | Australia           | Entertainment Centre                     | 13,000     |
| 21 ottobre 2015 | Melbourne       | Australia           | Rod Laver Arena                          | 12,000     |
| 22 ottobre 2015 | Melbourne       | Australia           | Rod Laver Arena                          | 12,000     |
| 23 ottobre 2015 | Melbourne       | Australia           | Rod Laver Arena                          | 12,000     |
| 27 ottobre 2015 | Sydney          | Australia           | Qudos Bank Arena                         | 11,000     |
| 28 ottobre 2015 | Sydney          | Australia           | Qudos Bank Arena                         | 11,000     |
| 31 ottobre 2015 | Wellington      | Nuova Zelanda       | Basin Reserve                            | 12,000     |
| 3 novembre 2015 | Auckland        | Nuova Zelanda       | Spark Arena                              | 10,000     |

### Cancellazioni
| Data              | Città        | Stato      | Luogo                               | Causa                                                                                     |
| ----------------- | ------------ | ---------- | ----------------------------------- | ----------------------------------------------------------------------------------------- |
| 29 marzo 2015     | Parigi       | Francia    | Palazzo dello Sport di Parigi-Bercy | Spostata in più date allo Zénith Paris, a causa di lavori di ristrutturazioni dell'arena. |
| 17 settembre 2015 | Pechino      | Cina       | Wukesong Indoor Stadium             | Cancellati a causa di "questioni non specificate al di fuori del controllo dell'artista". |
| 20 settembre 2015 | Shanghai     | Cina       | Mercedes-Benz Arena                 | Cancellati a causa di "questioni non specificate al di fuori del controllo dell'artista". |
| 23 settembre 2015 | Hong Kong    | Cina       | AsiaWorld–Arena                     | Cancellati a causa di "questioni non specificate al di fuori del controllo dell'artista". |
| 27 settembre 2015 | Kuala Lumpur | Malaysia   | Merdeka Stadium                     | Cancellati a causa di "questioni non specificate al di fuori del controllo dell'artista". |
| 30 settembre 2015 | Bangkok      | Thailandia | IMPACT Arena                        | Cancellati a causa di "questioni non specificate al di fuori del controllo dell'artista". |
| 4 ottobre 2015    | Kallang      | Singapore  | Singapore Indoor Stadium            | Cancellati a causa di "questioni non specificate al di fuori del controllo dell'artista". |